# Миллиардная доля
Миллиа́рдная до́ля — единица измерения концентрации и других относительных величин, миллиардная доля аналогична по смыслу проценту или промилле. Обозначается сокращением млрд−1 или ppb (англ. Parts per billion, читается «пи-пи-би», «частей на миллиард»).
- 1 ppb = 0,000001 ‰ =0,0000001 % = 10−9
- 1 % = 10000000 ppb
- 1 ‰ = 1000000 ppb

Массовая доля 1 ppb = 1 мг/т = 1 мкг/кг = 1 нг/г.
Объёмная доля 1 ppb = 1 м³/км³ = 1 мм³/м³ = 1 мкм³/мм³
Международное бюро мер и весов не рекомендует использовать обозначение ppb, поскольку слово billion в разных странах может означать как 109, так и 1012. Вместо него рекомендуется использовать 10−9 или отношения единиц измерения одной и той же величины.